# Norsk Maritimt Museum

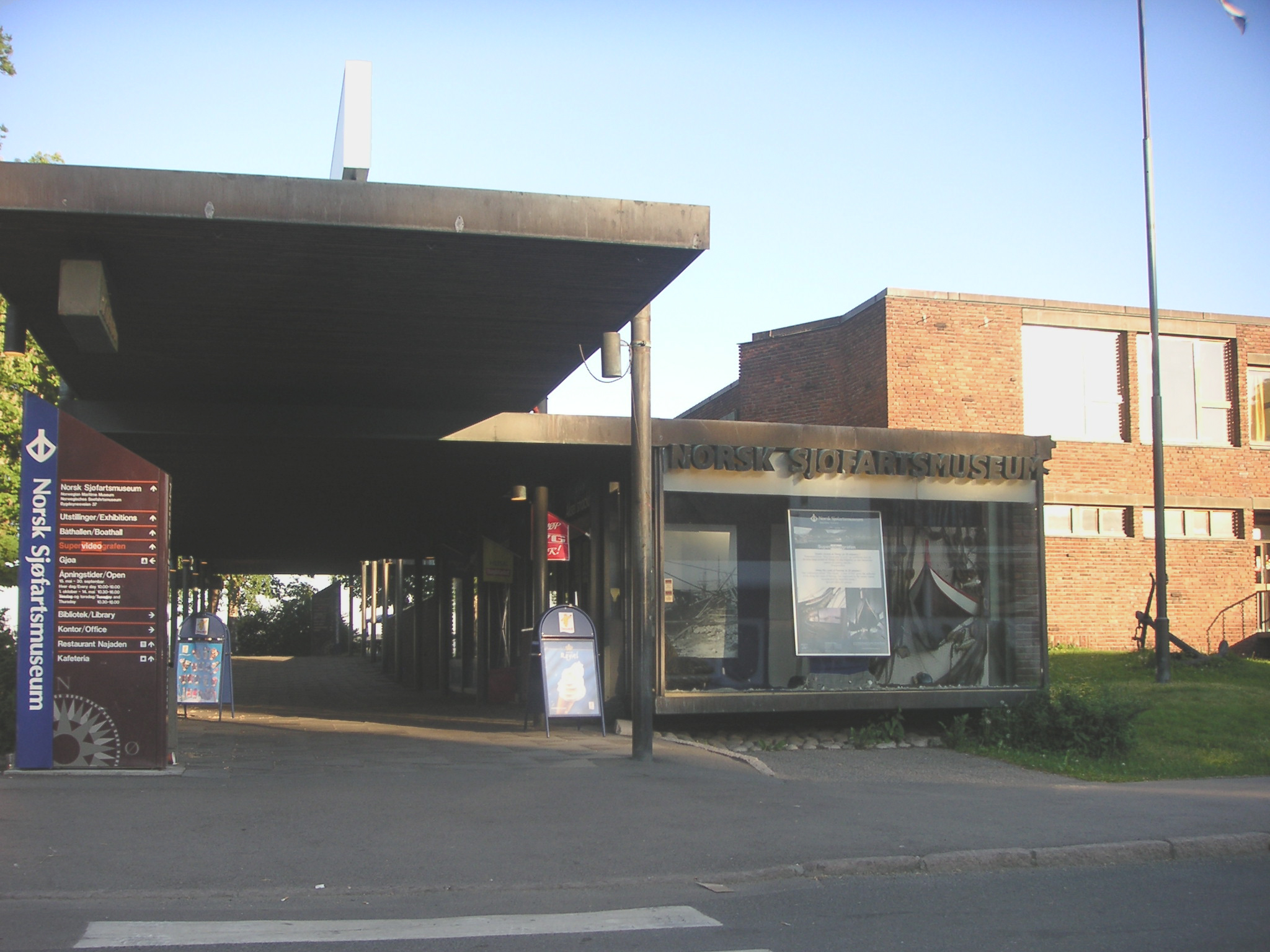
Norsk Maritimt Museum

Das Norsk Maritimt Museum (deutsch Norwegisches Maritimes Museum) ist ein norwegisches Museum in Oslo.
Gegründet wurde das Museum 1914 unter dem Namen Norsk Sjøfartsmuseum (deutsch Norwegisches Seefahrtsmuseum). Es befindet sich auf der Halbinsel Bygdøy. In der Nähe befinden sich unter anderem das Kon-Tiki-Museum, das Frammuseum sowie das Norsk Folkemuseum.
Das Museum widmet sich der Küstenkultur und der Seeschiffahrtsgeschichte Norwegens. Im Museum befinden sich unter anderem Schiffsmodelle, Ausrüstungsgegenstände der Fischerei, archäologische Meeresfunde, maritime Gemälde, Küstenhäuser und Schiffsnachbildungen. Das Video Maritimes Norwegen von Ivo Caprino und eine Bibliothek sind ebenso Teil des Museums.
Im Besitz des Museums befinden sich auch drei Schiffe, von denen das größte der dreimastige Schoner Svanen von 1916 ist. Das Schiff dient der Vereinigung Norsk Sjøfartsmuseums Veteranskipsrederi als Schulschiff.
Gemeinsam mit fünf weiteren Museen ist das Norsk Maritimt Museum seit 2015 ein Bestandteil der Stiftung Norsk Folkemuseum.

## Museumsdirektoren (Auswahl)
- Gunnar Isachsen
- Kristian Kielland
- Svein Molaug
- Per Norseng[3]
- Tove Wefald Pedersen

## Forschungsprojekte (Auswahl)
Als Forschungsmuseum ist das Norsk Maritime Museum an verschiedenen nationalen und internationalen Projekten und Kooperationen beteiligt, so z. B. dem vom Norwegischen Forschungsrat finanzierten Projekt "The Last Ice Age: The trade in natural ice as an agent of modernisation and economic integration in 19th and early 20th century" in dem das Museum mit der University of Hull (GB), der Old Dominion University und dem University College of Southeast Norway zusammenarbeitet.